# Palaiargia tanysiptera
Palaiargia tanysiptera är en trollsländeart som beskrevs av Maurits Anne Lieftinck 1953. Palaiargia tanysiptera ingår i släktet Palaiargia och familjen dammflicksländor. IUCN kategoriserar arten globalt som otillräckligt studerad. Inga underarter finns listade i Catalogue of Life.